# Chuột Tân Thế giới
Chuột Tân Thế giới là một nhóm các loài chuột trong họ gặm nhấm có quan hệ họ hàng với nhau và phân bố ở vùng Bắc Mỹ và Nam Mỹ thuộc châu Mỹ (Tân Thế giới). Chuột Tân thế giới có tổng cộng 3 phân họ với 12 tông và 84 chi.

## Các loài
- Họ Cricetidae
  - Phân họ Tylomyinae
    - Otonyctomys
    - Nyctomys
    - Tylomys
    - Ototylomys

  - Phân họ Neotominae
    - Tông Baiomyini
      - Baiomys
      - Scotinomys

    - Tông Neotomini
      - Neotoma
      - Xenomys
      - Hodomys
      - Nelsonia

    - Bộ Ochrotomyini
      - Ochrotomys

    - Bộ Reithrodontomyini
      - Peromyscus
      - Reithrodontomys
      - Onychomys
      - Neotomodon
      - Podomys
      - Isthmomys
      - Megadontomys
      - Habromys
      - Osgoodomys

  - Phân họ Sigmodontinae
    - Rhagomys incertae sedis
    - Bộ Oryzomyini
      - Oryzomys
      - Nesoryzomys
      - Melanomys
      - Sigmodontomys
      - Nectomys
      - Amphinectomys
      - Oligoryzomys
      - Neacomys
      - Zygodontomys
      - Lundomys
      - Holochilus
      - Pseudoryzomys
      - Microakodontomys
      - Oecomys
      - Microryzomys
      - Scolomys

    - Bộ Thomasomyini
      - Chilomys
      - Abrawayaomys
      - Delomys
      - Thomasomys
      - Wilfredomys
      - Aepomys
      - Phaenomys
      - Rhipidomys

    - Bộ Wiedomyini
      - Wiedomys

    - Bộ Akodontini
      - Akodon
      - Bibimys
      - Bolomys
      - Podoxymys
      - Thalpomys
      - Abrothrix
      - Chroeomys
      - Chelemys
      - Notiomys
      - Pearsonomys
      - Geoxus
      - Blarinomys
      - Juscelinomys
      - Oxymycterus
      - Lenoxus
      - Brucepattersonius
      - Scapteromys
      - Kunsia
      - Bibimys

    - Bộ Phyllotini
      - Calomys
      - Eligmodontia
      - Andalgalomys
      - Graomys
      - Salinomys
      - Phyllotis
      - Loxodontomys
      - Auliscomys
      - Galenomys
      - Chinchillula
      - Punomys
      - Andinomys
      - Irenomys
      - Euneomys
      - Neotomys
      - Reithrodon

    - Bộ Sigmodontini
      - Sigmodon

    - Bộ Ichthyomyini
      - Neusticomys
      - Rheomys
      - Anotomys
      - Chibchanomys
      - Ichthyomys